# محمد البريه (لاعب كرة قدم مواليد نوفمبر 1993)
محمد البريه (بالإنجليزية: Mohammed Al-Breh)‏؛ مواليد 19 نوفمبر 1993 في الأحساء، السعودية، هو لاعب كرة قدم سعودي يلعب لنادي الجيل.
كانت بدايته مع نادي الفتح و لعب بعدها في نادي القيصومة ونادي الفتح ونادي الدرعية ونادي العدالة ونادي الوشم ونادي الانتصار ونادي الجيل.